# Coucy-lès-Eppes
Pour les articles homonymes, voir Coucy (homonymie).
Coucy-lès-Eppes est une commune française du département de l'Aisne et de la région Hauts-de-France,

## Géographie

### Localisation
- 1Carte dynamique
- 2Carte OpenStreetMap
- 3Carte topographique
- 4Entrée du village

Coucy-lès-Eppes est une petite bourgade située à une dizaine de kilomètres à l'est de Laon, essentiellement rurale, forte de plus de six cents âmes et relevant du canton de Villeneuve-sur-Aisne.
Le village est situé sur l'axe Laon Reims desservi par la ligne SNCF et à proximité de la RD 1044.
Un station de chemin de fer se trouve sur la ligne de Reims à Laon, la gare de Coucy-lès-Eppes, un point d'arrêt non géré (PANG) à accès libre desservi par  des trains régionaux TER Grand Est, qui effectuent des missions entre les gares de Reims et de Laon. L'ancien bâtiment voyageurs de la gare a été transformé en logements sociaux. Une navette de car dessert également la préfecture.

### Hydrographie
La commune est située dans le bassin Seine-Normandie. Elle est drainée par la Buze,.
La Buze, d'une longueur de 20 km, prend sa source dans la commune de Courtrizy-et-Fussigny et se jette  dans la Souche à Pierrepont, après avoir traversé dix communes.

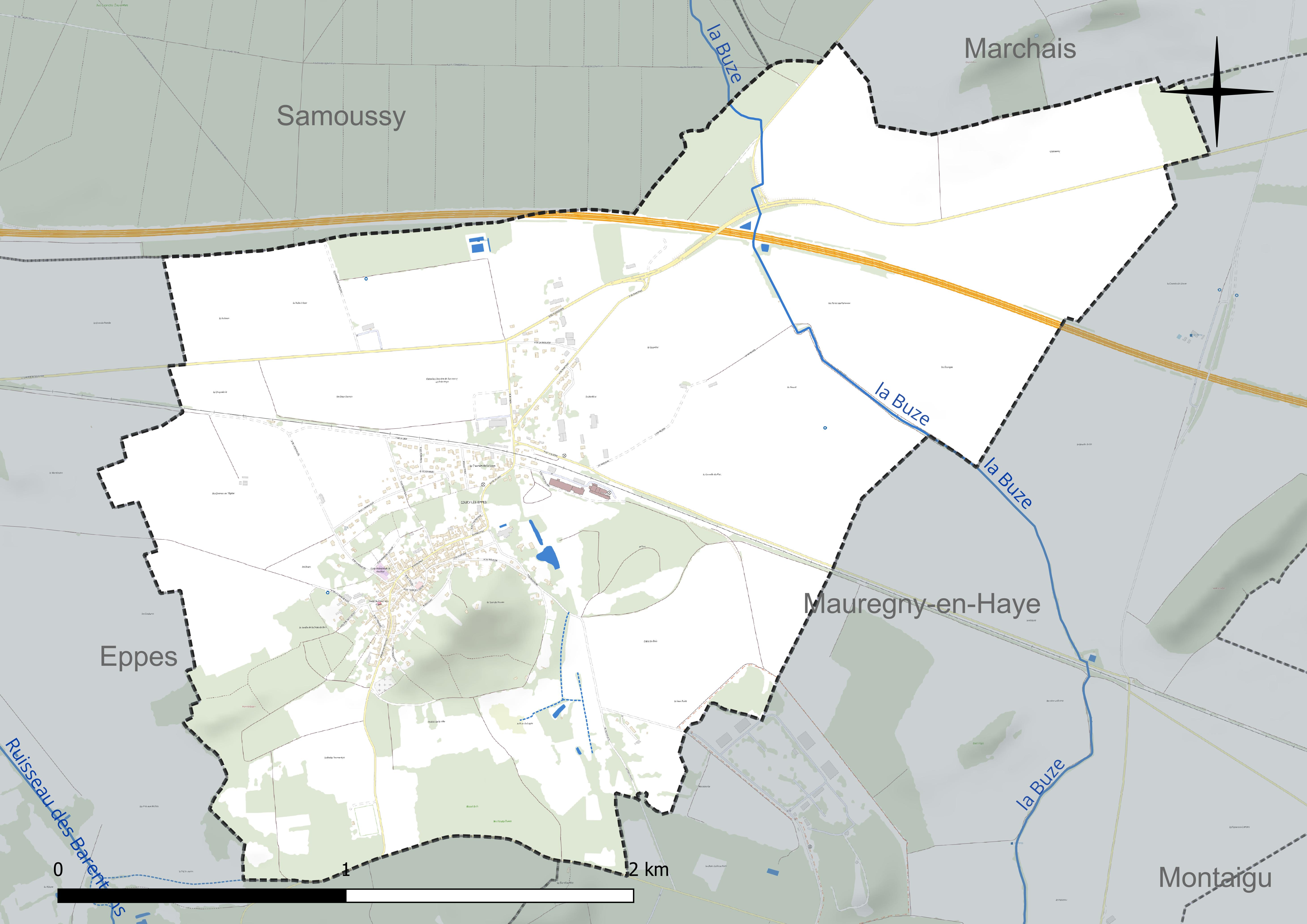
Réseau hydrographique de Coucy-lès-Eppes.

### Climat
Pour des articles plus généraux, voir Climat des Hauts-de-France et Climat de l'Aisne.
En 2010, le climat de la commune est de type climat océanique dégradé des plaines du Centre et du Nord, selon une étude du CNRS s'appuyant sur une série de données couvrant la période 1971-2000. En 2020, Météo-France publie une typologie des climats de la France métropolitaine dans laquelle la commune est exposée à un climat océanique altéré et est dans la région climatique Nord-est du bassin Parisien, caractérisée par un ensoleillement médiocre, une pluviométrie moyenne régulièrement répartie au cours de l'année et un hiver froid (3 °C).
Pour la période 1971-2000, la température annuelle moyenne est de 10,9 °C, avec une amplitude thermique annuelle de 15,2 °C. Le cumul annuel moyen de précipitations est de 746 mm, avec 11,6 jours de précipitations en janvier et 8,4 jours en juillet. Pour la période 1991-2020, la température moyenne annuelle observée sur la station météorologique la plus proche, située sur la commune de Gizy à 5 km à vol d'oiseau, est de 11,0 °C et le cumul annuel moyen de précipitations est de 724,1 mm,. Pour l'avenir, les paramètres climatiques de la commune estimés pour 2050 selon différents scénarios d'émission de gaz à effet de serre sont consultables sur un site dédié publié par Météo-France en novembre 2022.

## Urbanisme

### Typologie
Au 1er janvier 2024, Coucy-lès-Eppes est catégorisée commune rurale à habitat dispersé, selon la nouvelle grille communale de densité à 7 niveaux définie par l'Insee en 2022.
Elle est située hors unité urbaine. Par ailleurs la commune fait partie de l'aire d'attraction de Laon, dont elle est une commune de la couronne,. Cette aire, qui regroupe 106 communes, est catégorisée dans les aires de 50 000 à moins de 200 000 habitants,.

### Occupation des sols
L'occupation des sols de la commune, telle qu'elle ressort de la base de données européenne d'occupation biophysique des sols Corine Land Cover (CLC), est marquée par l'importance des territoires agricoles (80,6 % en 2018), en diminution par rapport à 1990 (82,4 %). La répartition détaillée en 2018 est la suivante : 
terres arables (62,6 %), forêts (10,1 %), prairies (9,4 %), zones urbanisées (9,3 %), zones agricoles hétérogènes (8,6 %).
L'évolution de l'occupation des sols de la commune et de ses infrastructures peut être observée sur les différentes représentations cartographiques du territoire : la carte de Cassini (XVIIIe siècle), la carte d'état-major (1820-1866) et les cartes ou photos aériennes de l'IGN pour la période actuelle (1950 à aujourd'hui).

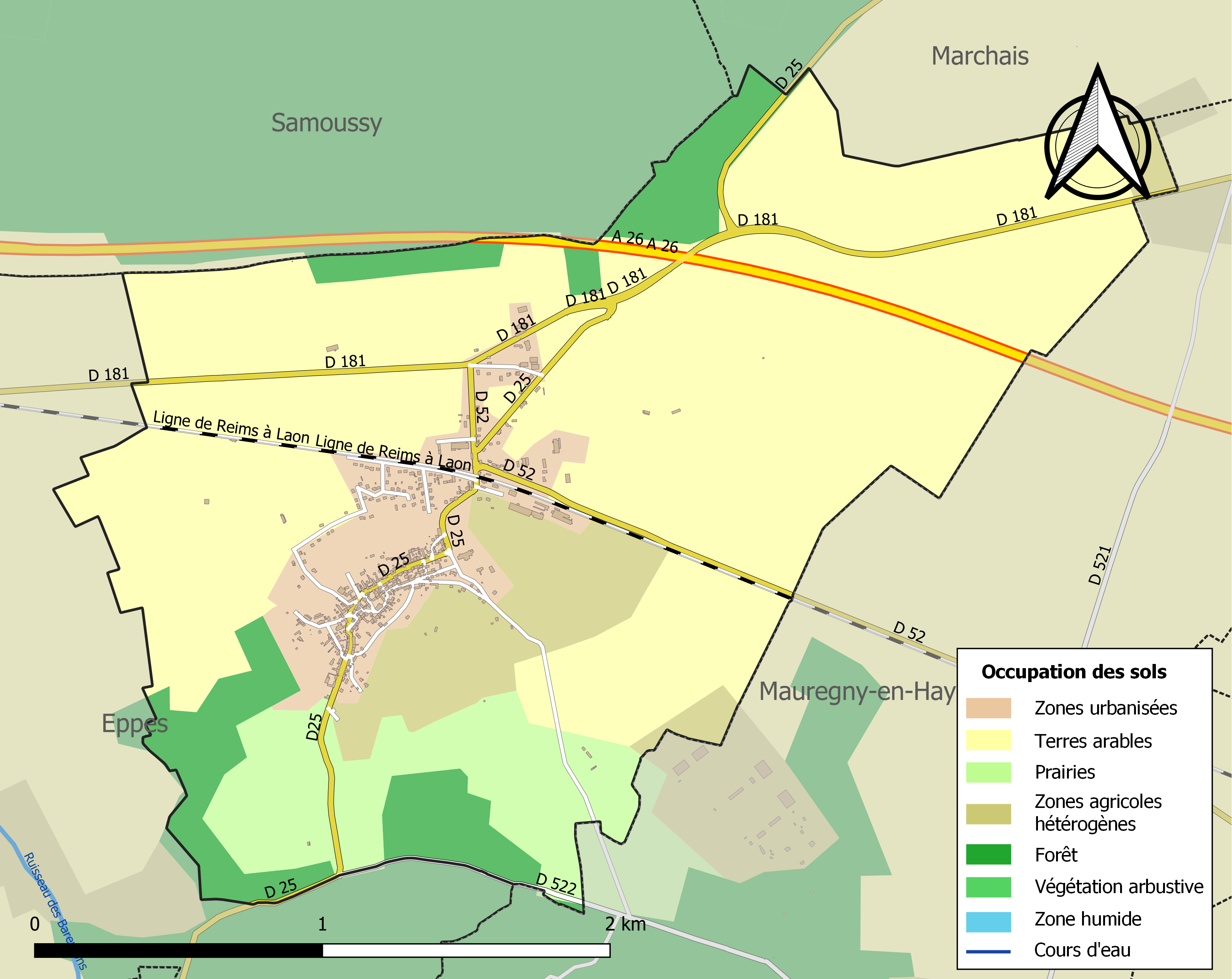
Carte des infrastructures et de l'occupation des sols de la commune en 2018 (CLC).

### Habitat et logement
En 2018, le nombre total de logements dans la commune était de 286, alors qu'il était de 269 en 2013 et de 242 en 2008.
Parmi ces logements, 88,1 % étaient des résidences principales, 0 % des résidences secondaires et 11,9 % des logements vacants. Ces logements étaient pour 97,6 % d'entre eux des maisons individuelles et pour 2,1 % des appartements.
Le tableau ci-dessous présente la typologie des logements à Coucy-lès-Eppes en 2018 en comparaison avec celle de l'Aisne et de la France entière. Une caractéristique marquante du parc de logements est ainsi une proportion de résidences secondaires et logements occasionnels (0 %) inférieure à celle du département (3,5 %) mais supérieure à celle de la France entière (9,7 %). Concernant le statut d'occupation de ces logements, 80,2 % des habitants de la commune sont propriétaires de leur logement (86 % en 2013), contre 61,6 % pour l'Aisne et 57,5 pour la France entière.
| Typologie                                               | Coucy-lès-Eppes | Aisne | France entière |
| ------------------------------------------------------- | --------------- | ----- | -------------- |
| Résidences principales (en %)                           | 88,1            | 86,7  | 82,1           |
| Résidences secondaires et logements occasionnels (en %) | 0               | 3,5   | 9,7            |
| Logements vacants (en %)                                | 11,9            | 9,8   | 8,2            |

## Toponymie
Le nom de la localité est attesté sous les formes Cosci (1164) ; Cousci (1173) ; Coceium, Cociacum (1178) ; Couciacum (1190) ; Couciacum-juxta-Apiam (1204) ; Coucy-villa (1244) ; Couci-villa-juxta-Apiam (1245) ; Couciacus-juxta-Apiam (1244) ; Coucy-juxta-Appiam (1340) ; Coucy-les-Aippe (1405) ; Coucy-les-Eppe (1464) ; Coucy-emprès-Eppe (1475) ; Couchi-emprès-Eppe (1476) ; Coussy-emprès-Eppe (1489) ; Coucy-les-Aippes (1536) ; Coussy-lez-Eppe (1540) ; Coucy-les-Œppe (1559) ; Coucy-lez-Heppes (1643) ; Coucy-lez-Aippes (1661) ; Coussy-les-Aippes.

Pour Coucy voire la toponymie de Coucy-la-Ville.
La préposition « lès » permet de signifier la proximité d'un lieu géographique par rapport à un autre lieu. En règle générale, il s'agit d'une localité qui tient à se situer par rapport à une ville voisine plus grande. La commune française de Coucy indique qu'elle se situe près de Eppes.

## Histoire
De 1964 à 1976, un zoo se trouvait implanté dans les jardins du château de Coucy.
Cette activité touristique a disparu et il ne reste plus sur le site qu'une discothèque fort connue au demeurant par les gens de la région et qui fonctionne toutes les fins de semaine.
La semaine du lundi 22 novembre 2010 a vu l'évacuation programmée de toute la population de 7 h 30 à 16 h 30 pour permettre à l'équipe des 22 démineurs d'intervenir sur les 1 652 obus (soit l'équivalent de 30 tonnes) provenant de la Première Guerre mondiale,.

## Politique et administration

### Découpage territorial
La commune de Coucy-lès-Eppes est membre de la communauté de communes de la Champagne Picarde, un établissement public de coopération intercommunale (EPCI) à fiscalité propre créé le 22 décembre 1995 dont le siège est à Saint-Erme-Outre-et-Ramecourt. Ce dernier est par ailleurs membre d'autres groupements intercommunaux.
Sur le plan administratif, elle est rattachée à l'arrondissement de Laon, au département de l'Aisne et à la région Hauts-de-France. Sur le plan électoral, elle dépend du canton de Villeneuve-sur-Aisne pour l'élection des conseillers départementaux, depuis le redécoupage cantonal de 2014 entré en vigueur en 2015, et de la première circonscription de l'Aisne  pour les élections législatives, depuis le dernier découpage électoral de 2010.

### Administration municipale
| Période                                  | Période                       | Identité            | Étiquette | Qualité                    |
| ---------------------------------------- | ----------------------------- | ------------------- | --------- | -------------------------- |
| avant 1875                               | après 1876                    | M. Saint-Vallier    |           |                            |
| Les données manquantes sont à compléter. |                               |                     |           |                            |
| avant 1988                               | 1972                          | André Ravéra        |           | Décédé en fonction         |
| Les données manquantes sont à compléter. |                               |                     |           |                            |
| mars 2001                                | mars 2008                     | Marcel Fontaine     |           |                            |
| mars 2008                                | mai 2020                      | Joël Cabon          | DVG       | Retraité Fonction publique |
| mai 2020,                                | En cours (au 2 décembre 2021) | Paolo Da Encarnaçao |           | Artisan                    |

## Population et société

### Démographie
L'évolution du nombre d'habitants est connue à travers les recensements de la population effectués dans la commune depuis 1793. Pour les communes de moins de 10 000 habitants, une enquête de recensement portant sur toute la population est réalisée tous les cinq ans, les populations de référence des années intermédiaires étant quant à elles estimées par interpolation ou extrapolation. Pour la commune, le premier recensement exhaustif entrant dans le cadre du nouveau dispositif a été réalisé en 2008.

En 2022, la commune comptait 647 habitants, en évolution de +3,85 % par rapport à 2016 (Aisne : −1,97 %, France hors Mayotte : +2,11 %).
| 1793 | 1800 | 1806 | 1821 | 1831 | 1836 | 1841 | 1846 | 1851 |
| ---- | ---- | ---- | ---- | ---- | ---- | ---- | ---- | ---- |
| 359  | 365  | 373  | 440  | 487  | 520  | 496  | 521  | 510  |

| 1856 | 1861 | 1866 | 1872 | 1876 | 1881 | 1886 | 1891 | 1896 |
| ---- | ---- | ---- | ---- | ---- | ---- | ---- | ---- | ---- |
| 485  | 520  | 435  | 485  | 476  | 489  | 479  | 434  | 500  |

| 1901 | 1906 | 1911 | 1921 | 1926 | 1931 | 1936 | 1946 | 1954 |
| ---- | ---- | ---- | ---- | ---- | ---- | ---- | ---- | ---- |
| 516  | 506  | 431  | 401  | 405  | 437  | 433  | 417  | 458  |

| 1962 | 1968 | 1975 | 1982 | 1990 | 1999 | 2006 | 2008 | 2013 |
| ---- | ---- | ---- | ---- | ---- | ---- | ---- | ---- | ---- |
| 557  | 555  | 515  | 642  | 581  | 612  | 577  | 567  | 608  |

| 2018 | 2022 | - | - | - | - | - | - | - |
| ---- | ---- | - | - | - | - | - | - | - |
| 626  | 647  | - | - | - | - | - | - | - |

Cette commune, après une légère poussée démographique dans les années 70-80, subit une stagnation démographique liée pour son ensemble au manque de travail local. Quelques artisans tentent toutefois de s'installer ferronnerie, artisan ébéniste, mais globalement, l'activité rurale perdure tout en périclitant peu à peu.
La coopérative agricole, bien qu'étant toujours active, engrange désormais beaucoup moins de grains dans ses silos qu'auparavant.

### Sports
Divers clubs de sport existent à Coucy-lès-Eppes. Le village possède ainsi son propre stade de football, légèrement en retrait. La commune dispose également d'un jardin d'arc.

## Économie
- Agriculture :
L'activité agricole et para-agricole a toujours été fortement présente ; les exploitations agricoles étaient au nombre de huit dans les années 1960 et de cinq actuellement. Les activités liées à agriculture persistent avec les sociétés telles que la coopérative agricole ainsi que d'autres activités, implantées plus récemment ; machinistes et réparateurs agricoles (Ets Marechalle) et les sociétés de services techniques, essais et préconisations pour l'agriculture (ITB et CETA). 
Dans le domaine de la production liée à l'agriculture, une manufacture de cloisons fabriquées à partir de paille compressée (Bativit) a été présente durant les années 1950 et 1960, remplacée ensuite par une coopérative de fruits et légumes, aujourd'hui disparue.
- Commerce :
On comptait dans les années 1960, quatre cafés, dont deux avec restaurant, un avec hôtel et un avec épicerie, une boucherie, une boulangerie et deux succursales alimentaires. Ne subsistent aujourd'hui qu'un café-épicerie et une boulangerie. 
Néanmoins, d'autres formes de commerce sont apparus : discothèque, machinisme agricole et textile.
- Artisanat :
L'artisanat a évolué, lui aussi, après l'implantation de nouvelles activités sur le village, dans des domaines divers : menuiserie, peinture, ferronnerie, pédicure bovine, plomberie chauffage, rénovations de tombes et monuments et travaux publics
- Les principales activités et leur histoire :
  - Ets Marechalle : 
Cette entreprise familiale, créée en 1874 à Vieux-lès-Asfeld (Ardennes), s'est installée en 1954 à Asfeld (Ardennes). Elle s'implante à Coucy en 1968 avec la concession des tracteurs LH (International Harvester France). En 1987, l'établissement devient concessionnaire de la marque John Deere, leader mondial du machinisme agricole. La société comprend à l'heure actuelle trois bases de distribution : Asfeld et Junéville dans les Ardennes et Coucy.
  - Champagne céréales : 
Le silo a été construit près de la gare en 1950, propriété d'une famille de négociants en grains, la famille Baillier. Il est ensuite coopérative agricole de Coucy qui a, 1986, fusionné avec l'UAA (Union Agricole Ardennaise) qui a elle-même fusionné en 1991 pour devenir Champagne céréales.
  - Le centre de ravitaillement des essences (CRE) : 
Construit en 1953 par les travaux maritimes, il s'étale sur une superficie de 38 ha répartis sur les territoires de Coucy et Mauregny. Il permet le ravitaillement en carburant de l'armée de terre, des gendarmeries et des bases aériennes des départements de l'Aisne, de l'Oise, des Ardennes et du Nord.
  - La Singerie discothèque : 
Elle s'est implantée sur la commune en 1976 après la cessation d'activité du zoo. Exploitée par la société du château de Coucy, elle a toujours connue les mêmes propriétaires. Pour durer, elle a dû s'adapter, ce mode de loisirs évoluant avec les générations et la demande des consommateurs.
  - La scierie : 
Elle a commencé ses activités dans les années d'après-guerre et a été dirigée pendant plusieurs dizaines d'années par M. Ravéra, ancien maire de la commune. Après le décès de celui-ci, une liquidation judiciaire fut prononcée et c'est finalement en 1996, et après de nombreuses déconvenues, qu'elle a repris son activité.

## Culture locale et patrimoine

### Lieux et monuments

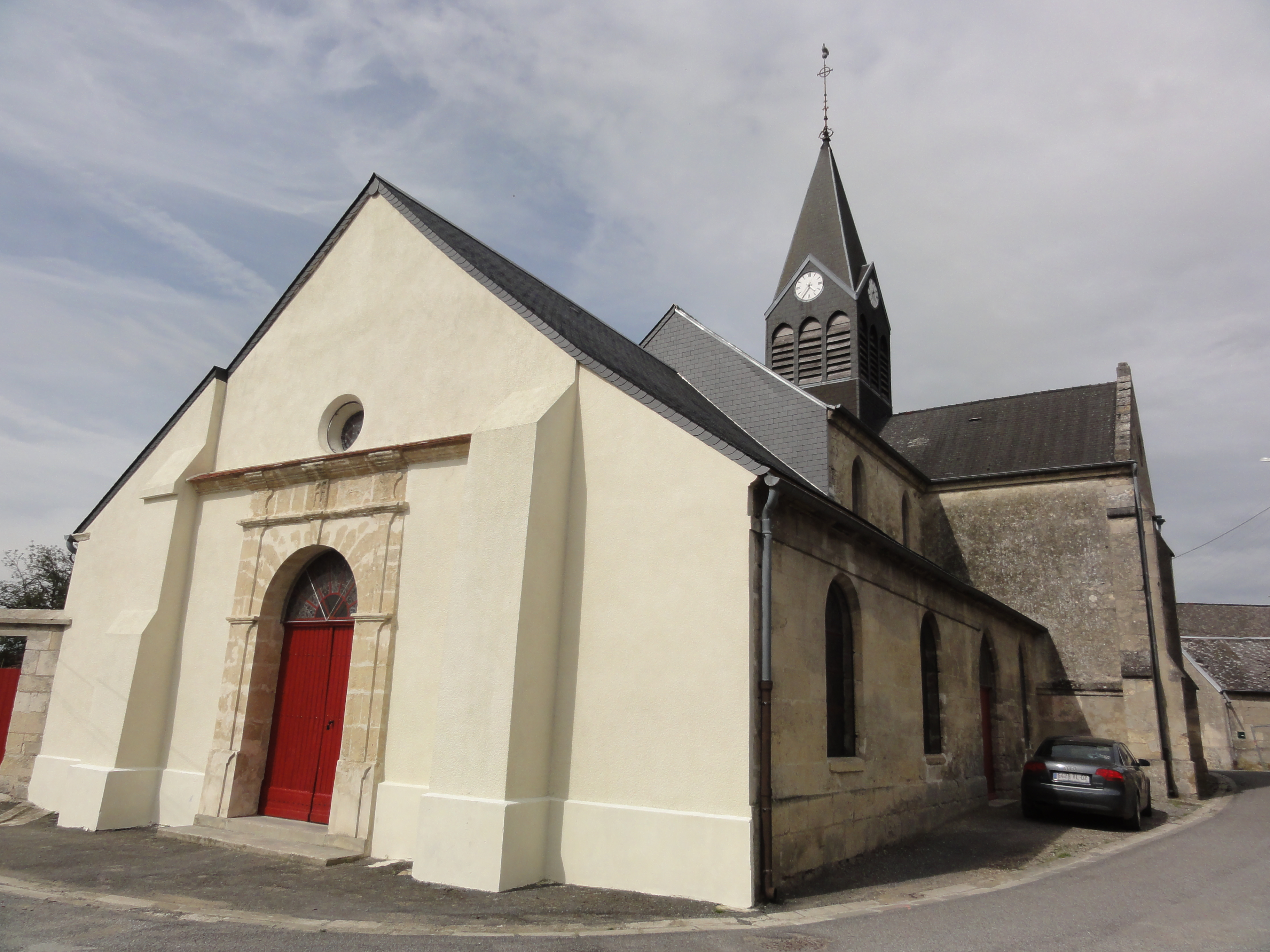
Église Saint-Germain.
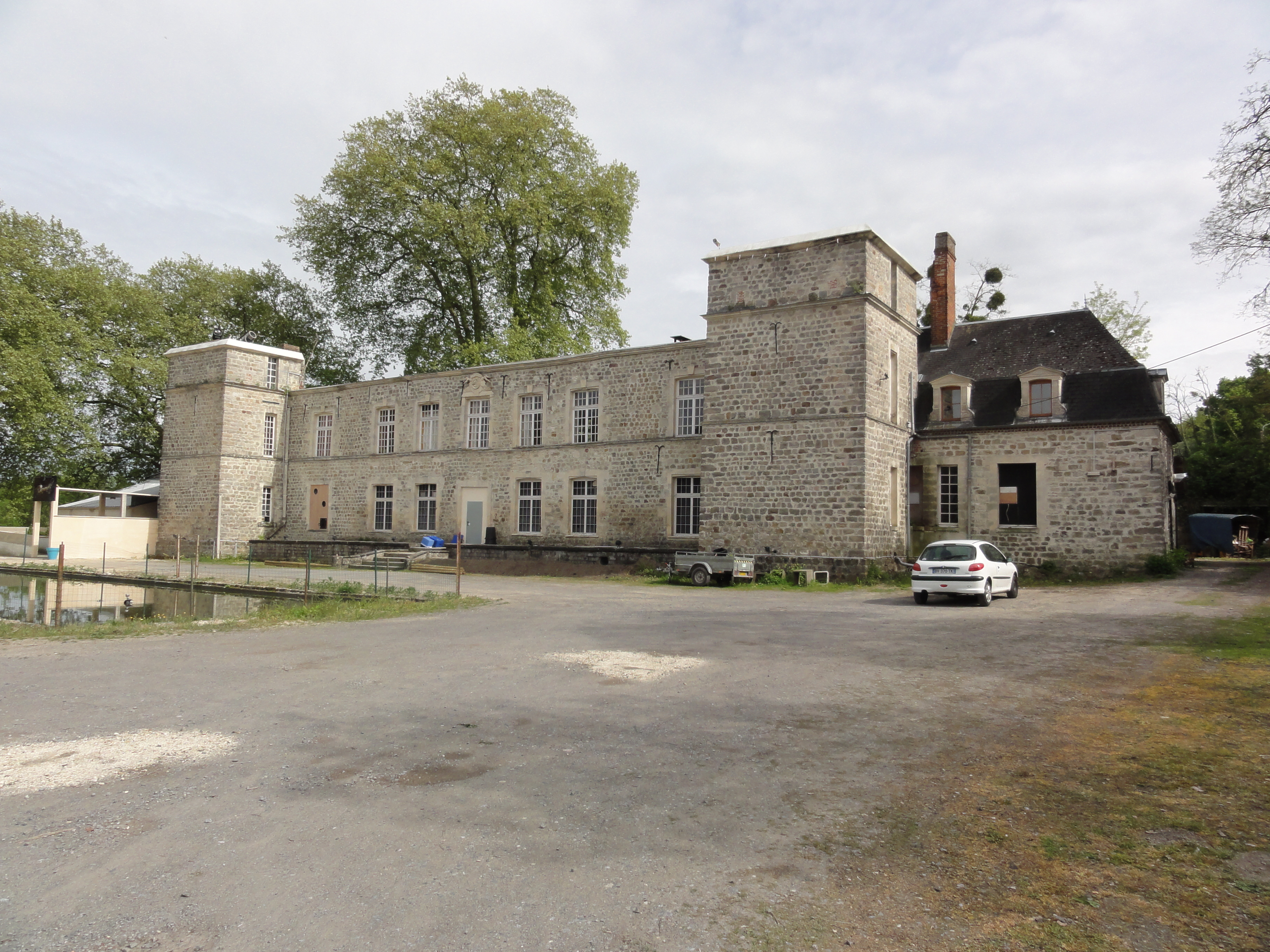
Château de Coucy.
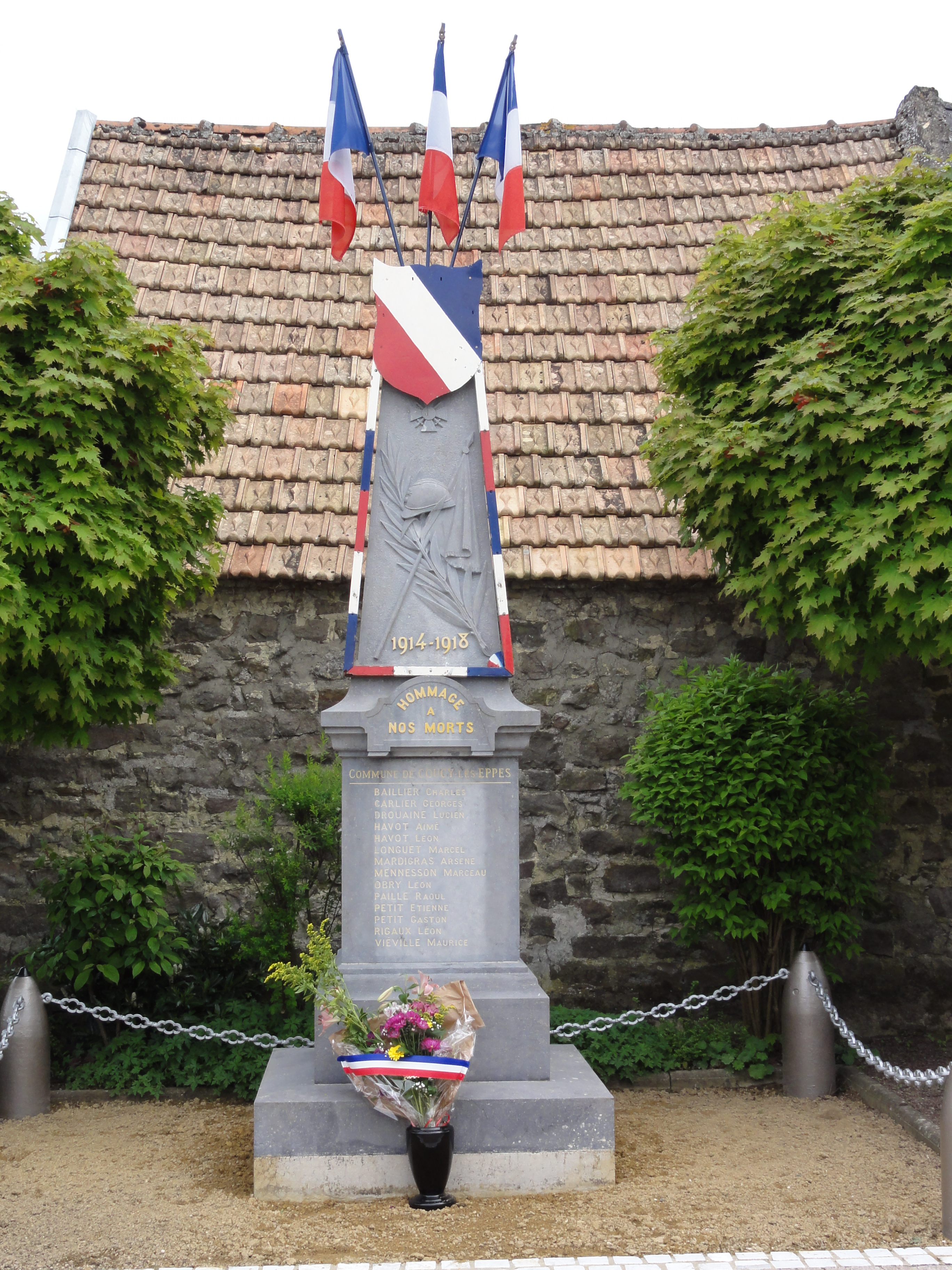
Monument aux morts.
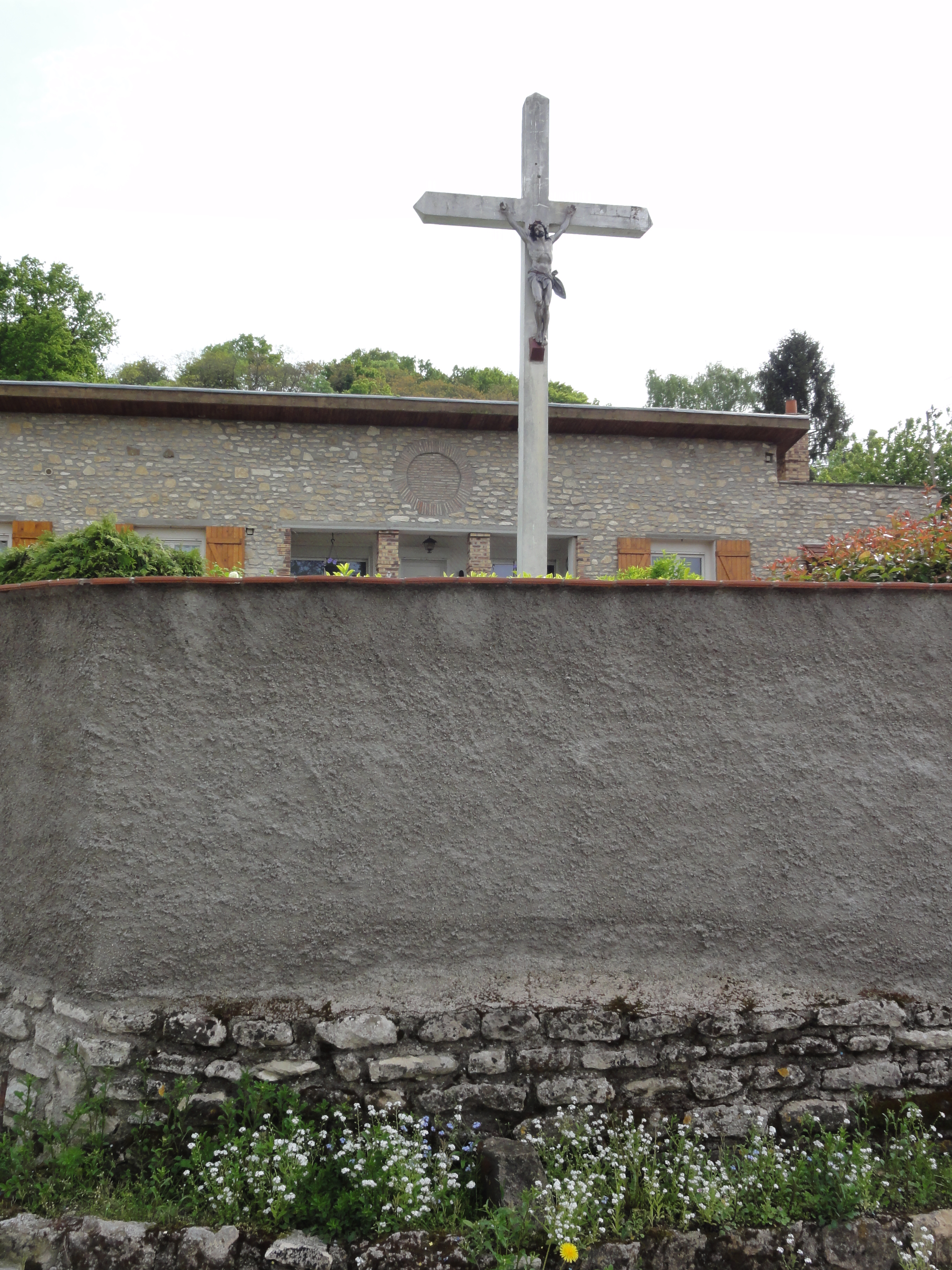
Calvaire.

- Église Saint-Germain.
- Le château.
- Monument aux morts.
- Calvaire.

### Personnalités liées à la commune
- Les membres de la famille de La Croix de Chevrières :
  - Charles Raymond de Saint-Vallier, diplomate et homme politique français ;
  - Bonne Humbert Lacroix de Chevrières, marquis de Saint-Vallier, père du précédent[27].
- Colette Deblé, peintre français née en 1944 à Coucy-lès-Eppes.
- La comtesse de Miremont, femme de lettres, châtelaine de Coucy-lès-Eppes[28].
- Jacques Beltrand, graveur sur bois, décédé en 1977 à Coucy-lès-Eppes.

### Héraldique
| Blason de Coucy-lès-Eppes | Blason  | Écartelé en sautoir : au 1er d'argent au château du lieu du même, sans toiture, posé en perspective, le corps principal ouvert et ajouré de gueules, au 2e d'azur à l'abeille en vol d'or, au 3e d'or à deux glands de sinople feuillés d'une pièce du même et passés en sautoir, au 4e d'argent au moulin à vent du même, essoré, ouvert et ajouré de gueules, ailé de sable. Ornements extérieursCroix de guerre 1914-1918 |
| Blason de Coucy-lès-Eppes | Détails | Le statut officiel du blason reste à déterminer. |

Le village est situé sur l'axe Laon Reims desservi par la ligne SNCF et à proximité de la RD 1044.

## Pour approfondir